# Bataille de Beneventum
Sauf précision contraire, les dates de cet article sont sous-entendues « avant l'ère commune » (AEC), c'est-à-dire « avant Jésus-Christ ».
Guerre de Pyrrhus en Italie
Batailles
- Héraclée
- Ausculum
- Beneventum

La bataille de Beneventum ou Bénévent, qui s'est déroulée en 275 av. J.-C., fut le dernier affrontement opposant les forces de  Pyrrhus Ier (sans ses alliés Samnites) aux Romains commandés par les consuls Curius Dentatus et Cornelius Lentulus Caudinus. Elle s'est engagée non loin de Bénévent  dans l'actuelle Campanie (sud de l'Italie). Cet affrontement est le tournant majeur de la guerre de Pyrrhus en Italie, car le départ de ce dernier entraînera le siège de Tarente par les Romains, qui se rend au consul Papirius Cursor en 272 av. J.-C.. Cette victoire permet à la République romaine d'étendre ses conquêtes.

## Contexte
Pyrrhus épuisé par ses récents combats en Sicile (abandon de la Sicile en 276 av. J.-C.), et par ses premières victoires contre les Romains (bataille d'Héraclée, bataille d'Ausculum) décide d'abréger sa campagne en Italie. Il cherche donc à remporter un succès rapide sur les légions romaines. Pour ce faire, il décide de remonter d'Apulie par le Samnium et rencontre l'armée romaine du consul Manius Curius Dentatus près de Malévent. En latin, Maleventum est l’ancien nom de Bénévent et était associé à la racine Mal-, « mauvais ». La toponymie moderne y voit plutôt une racine pré-latine signifiant « montagne » ; Maleventum signifierait peut-être « Ville de montagne », d'après emplacement sur une colline.

## Déroulement de la bataille
Le terrain sur lequel se déroule la bataille est une plaine étroite, entourée de hauteurs à gauche et de forêts à droite, ce qui empêche Pyrrhus d'utiliser son armement lourd, tandis que les Romains ont appris à se défendre contre les éléphants. Les quatre légions romaines sont, comme de tradition, placées au centre. Face à leur front compact, le roi épirote a massé ses phalanges devant l'infanterie de ses alliés italiens, la cavalerie est placée aux ailes malgré le terrain accidenté. Les forces de Pyrrhus ainsi que ses éléphants de guerre sont éparpillés au début de la bataille, probablement par des flèches enflammées, ce qui ne permet pas un bon commandement des troupes par les officiers épirotes. De plus Pyrrhus a envoyé pendant la nuit ses meilleures troupes et ses éléphants prendre à revers les forces romaines mais les torches s'éteignent et les troupes envoyées par Pyrrhus se perdent dans la forêt, Pyrrhus ne bénéficie donc pas de l'effet de surprise escompté. Au cours de la bataille, les troupes romaines font pleuvoir une pluie de flèches et de lances sur les éléphants qui se retournent sur les bataillons de Pyrrhus. En effet les Romains ont prévu des javelots enflammés dans le but d'effrayer les éléphants.
De nombreuses sources modernes mentionnent une défaite de Pyrrhus, alors que certains historiens pensent que ce dernier a préféré quitter le champ de bataille avant l'issue douteuse du combat . En tout cas l'armée romaine doit renoncer à poursuivre Pyrrhus en raison de l'épuisement des troupes et de ses lourdes pertes, la victoire romaine n'est donc pas complète. 
La fuite de Pyrrhus explique certainement la conquête des Samnites et la chute irrémédiable de la Grande-Grèce au profit de la République romaine qui étend sa domination sur la péninsule italienne.

## Conséquences
Après cette défaite, Pyrrhus décide à l'automne de regagner l'Épire, tout en laissant derrière lui la citadelle de Tarente à son fils Hélénos et à son lieutenant Milon.
Le second consul, Cornelius Lentulus, remporte une victoire contre les Samnites et les Lucaniens dans les champs arusiniens (Campi Arusini), au témoignage de l'historien Florus. La pression romaine s'accentue sur Locres et Tarente qu'une flotte carthaginoise vient secourir, en violation d'un traité passé avec Rome. Pyrrhus rappelle en 274 av. J.-C., Hélénos et une partie des troupes disponibles, Milon défend la citadelle jusqu'au bout et Tarente tombe en 272 av. J.-C.. 
Avec cette victoire, les Romains affirment leur domination sur la péninsule italienne et sur la Méditerranée. Le monde grec ne disposera plus d'un général comme Pyrrhus pour défier les Romains, marquant ainsi le déclin de l'hégémonie grecque au profit de Rome.
Par superstition, les Romains renomment le lieu de leur victoire contre Pyrrhus, Beneventum (« Bon événement ») en 268 av. J.-C.. Grâce à son emplacement stratégique, les Romains font de cette ville une forteresse naturelle quasi-imprenable.